# 向右曝光

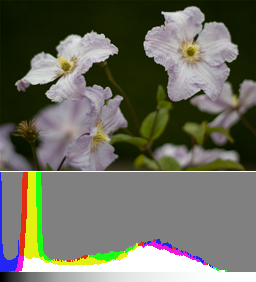
一张正常曝光的图像及其直方图。花朵的细节已经可见，但在后期处理中恢复阴影会增加噪点。

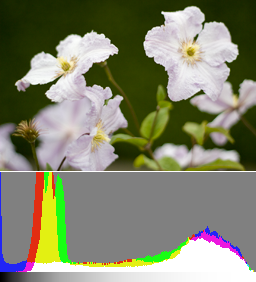
一张向右曝光（+1 EV）的图像及其直方图。阴影中的细节已经清晰可见，花朵的细节在后期处理中可以完全恢复。

在数字摄影中，向右曝光（Exposing to the Right，简称ETTR）是一种在基础感光度（ISO）下将曝光调整至尽可能高（不造成不必要的过饱和）的技术，以收集尽可能多的光线，从而最大化数字图像传感器的性能。
该名称来源于相机内的图像直方图应尽量靠近右侧。其优点包括在暗部区域获得更大的色调范围、更高的信噪比（SNR）、更充分利用色彩空间以及后期制作时更大的调整余地。
相机测光读数的相对调整方向取决于场景的动态范围（或对比度）。通常，在低对比度场景中，需要比相机测光读数更高的曝光量；而在尝试用单次曝光记录高动态范围场景时，可能需要比测光读数更低的曝光量。然而，从最终分析来看，相机的测光对向右曝光来说并不重要，因为向右曝光的确定并不是依据测光读数，而是依据相机的曝光指标，如直方图和/或高光剪切指示器（“闪烁警告”或“斑马纹”）。
需要增加曝光量的向右曝光图像在拍摄时可能看起来过曝（过亮），在后期处理中需正确调整（归一化）以生成符合预期的照片。在操作时必须小心，避免任何颜色通道出现剪切，除非是可以接受的区域（如镜面高光）。
这一原则也应用于胶片摄影，以最大化底片的宽容度和密度，同时在冲印时稍微压暗图像，从而获得更丰富的黑色效果。

## 图片和视频
在照片中，使用向右曝光的主要坏处是影像几乎全面淡白，且某种程度的过曝，需要一些后制作的处理，才让它们看起来是最好。幸运的是，照片的影像不需要彼此互相匹配，大量简化了后制作所需的工作。
而对于电影，影像通常需要彼此互相匹配，这样某个景看起来才有凝聚性及连续性。从一颗镜头到下一颗镜头的色彩或亮度改变了，会导致注意力的分散，因此影像必须紧密的相互匹配。